# Szepesbéla
Szepesbéla (szlovákul: Spišská Belá, németül: Zipser Bela) város Szlovákiában, az Eperjesi kerület Késmárki járásában. A Bélai-havasok névadó települése. Nagyőr tartozik hozzá.

## Fekvése
Késmárktól 7 km-re északkeletre, a Poprád bal partján, négy jelentős kereskedelmi út kereszteződésében fekszik. Hatalmas határa bővelkedik erdőkben és hegyi legelőkben egyaránt.

## Nevének eredete
Neve a szláv biela (fehér) melléknévből ered, amely eredetileg víznév lehet, a közeli Béla-patak alapján.

## Története
Területe a kőkorszaktól fogva folyamatosan lakott volt. Megtalálhatók itt a laténi és a puhói kultúra, valamint a római kor emlékei is.
Oklevél 1263-ban „Bela” alakban említi először, amikor IV. Béla német telepeseket hívott a tatárok által elpusztított lakosság pótlására. 1271-ben V. István városi jogokkal ruházta fel és gyorsan felzárkózott a gazdag szepesi szász települések sorába. Már a középkorban jelentős város volt. A Zsigmond által a 15. század elején a lengyeleknek elzálogosított szepesi városok egyike, mely csak 1772-ben került vissza Magyarországhoz.
1607-ben vásártartási jogot kapott, híresek voltak heti és évenkénti országos vásárai. A 18. században a Szepesség egyik kézműves központja volt, híresek voltak szűcsmesterei, cipészei, csizmadiái. 1752-ben már 255 kézműves élt és dolgozott a városban, amelyek 1772-ben öt céhben tömörültek. A település a Tátra juhtenyésztési központja, kiterjedt legelői az állattartáshoz biztosítottak kedvező feltételeket. Az itt gyártott lenvásznat messze földön értékesítették. 1778-ban szeszgyár kezdte meg működését, híres terméke a bélai borovicska. Ipara már a 18. század végén fejlődésnek indult. Nagyolvasztó és vashámor is épült.
A 18. század végén Vályi András így ír róla: „BÉLA. Német Város Szepes Vármegyében, ’s egy a’ 16 Szepesi Városok közzül, fekszik Poprád vize mellett, Kézsmárktól fél mértföldnyire, nevezetes benne a’ Város háza, és annak Arkhivuma, hajdani templomának omladékai is látszatnak, melly a’ Lengyelek, és más viszontagságok által pusztúla el. Öt országos vásár esik benne, és minden héten pénteken; Meg lehetős kereskedése van borral, dohánnyal, és vassal; nem külömben vászonnal, mivel a’ Bélai szép nem, a’ lennel való banást jól érti, és szorgalmatosan gyakorollya, fenyő magbol készítetett éget borok is híres, és sok féle elhordatik, vízi malma három, fűrész malmaiból pedig a’ leg szebb deszkák kerűlnek ki. Szerentsétlen vala e’ Város gyakorta a’ tűz támadások miatt, nevezetesen MDXVIII. esztendőben, nyóltz házakon kivül, egy menykö ütés által egészen elemésztetett; az után pedig más szerentsétlen tűz támadások által, tizenkétszer sanyargattatott. A’ dög halál által is gyakorta látogattattak; nevezetesen 1600. 1622. és 1679. esztendőben nagyon ki üríttetek, mivel az említett esztendőben először 700. az után 175. harmadszor pedig 418. emberek múltak ki itten e’ kedveltt világból. Lakosai rész szerént kereskedéssel, rész szerént nemesebb, és kézi mesterségekböl élnek, rész szerént pedig föld mivelésböl. Határbéli földgye néhol termékeny, néhol partos, erdei nagyok, és vadakkal gazdagok, réttyei kiváltképen jó fűvet termenek; de néha a’ nagy hidegek által gyengébb marháikban, nem tsekély kárt vallanak. Nevezetes a’ fejér tava melly nagyságára nézve, minden e’ vidéken lévő tavakat felül halad. Lakosai többnyire evangelikusok, Korabinszki Mátyásnak Lekszikonnya szerént itten híres Musikusok is találtatnak; mivel némellyek valamint a’ syép tudományokat, úgy a’ szép mesterségeket is különösen kedvellik, és gyakorollyák; a’ második Osztályba tétetett.”
A 19. század elejére a kézművesség visszaesett, de az ipar tovább fejlődött. Fafeldolgozó-üzem, keményítőüzem létesült.
Fényes Elek 1851-ben kiadott geográfiai szótárában így ír a városról: „Béla, Szepesi város, Szepes vármegyében, a Poprád bal partján, Lőcséhez 4, ut. p. Késmárkhoz 1 órányira: 433 kath., 2349 evang. német lakosokkal. Kath. és evang anyatemplom. Vendégfogadó. Fürész- és lisztmalmok. Határa igen nagy és termékeny, különösen a Kárpáton zsiros legelővel bir, fejérnépe sok lent termeszt, gyolcsot sző, s avval kereskedik; borovicskája talán egész országban legjobb; hetivásárt pénteken tart; s hajdan borral, dohánnyal, vassal nevezetes kereskedést űzött Lengyelországba. A városhoz 300 lépésnyire van egy kénköves ásványviz és fördő. Alkotó részei: mész, kénkő és vas részecskék. Használ a csúz és köszvény nyavalyában.”
1895-ben elkészült a Szepesbélát Popráddal összekötő vasútvonal, majd 1898-ban dohánygyár épült. A trianoni diktátumig Szepes vármegye Késmárki járásához tartozott.
Szeszgyár, dohánygyár, konzervgyár működött a településen. A második világháború során jelentős pusztulást szenvedett, a szovjetek 1945. január 27-én foglalták el.

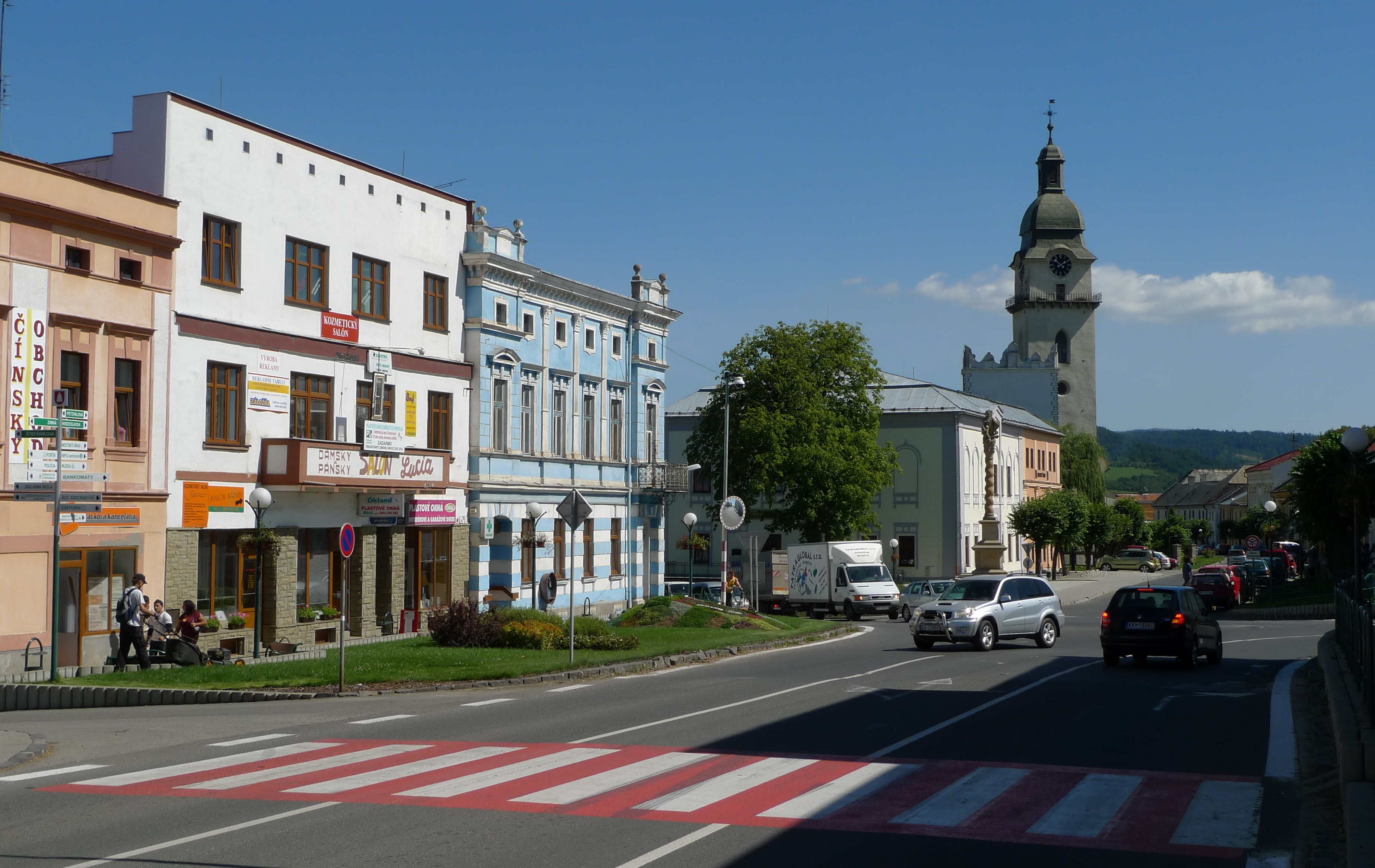
A főutca

## Népessége
| Év:            | 1994. | 2004.   | 2014.   | 2024.   |
| -------------- | ----- | ------- | ------- | ------- |
| Emberek száma: | 5798  | 6175    | 6568    | 6660    |
| Eltérés:       |       | +6,50 % | +6,36 % | +1,40 % |

| Év:            | 2023. | 2024.   |
| -------------- | ----- | ------- |
| Emberek száma: | 6659  | 6660    |
| Eltérés:       |       | +0,01 % |

1880-ban 2589 lakosából 526 szlovák és 93 magyar anyanyelvű volt. Nagyőrött 56 szlovák és 3 magyar anyanyelvű élt.
1910-ben 2894-en lakták, ebből 1258 szlovák, 1247 német és 355 magyar anyanyelvű volt. Nagyőrött 182 szlovák és 43 magyar anyanyelvű élt.
1921-ben 3046 lakosából 1553 csehszlovák és 25 magyar volt. Nagyőrött 61 csehszlovák és 6 magyar élt.
1970-ben 4485 lakosából 4437 szlovák és 5 magyar volt.
2011-ben 6387 lakosából 5830 szlovák, 219 cigány és 1 magyar volt.
2021-ben 6646 lakosából 5986 (+34) szlovák, 61 (+65) cigány, 4 (+3) magyar, 3 (+19) ruszin, 55 (+7) egyéb és 537 ismeretlen nemzetiségű volt.

## Nevezetességei

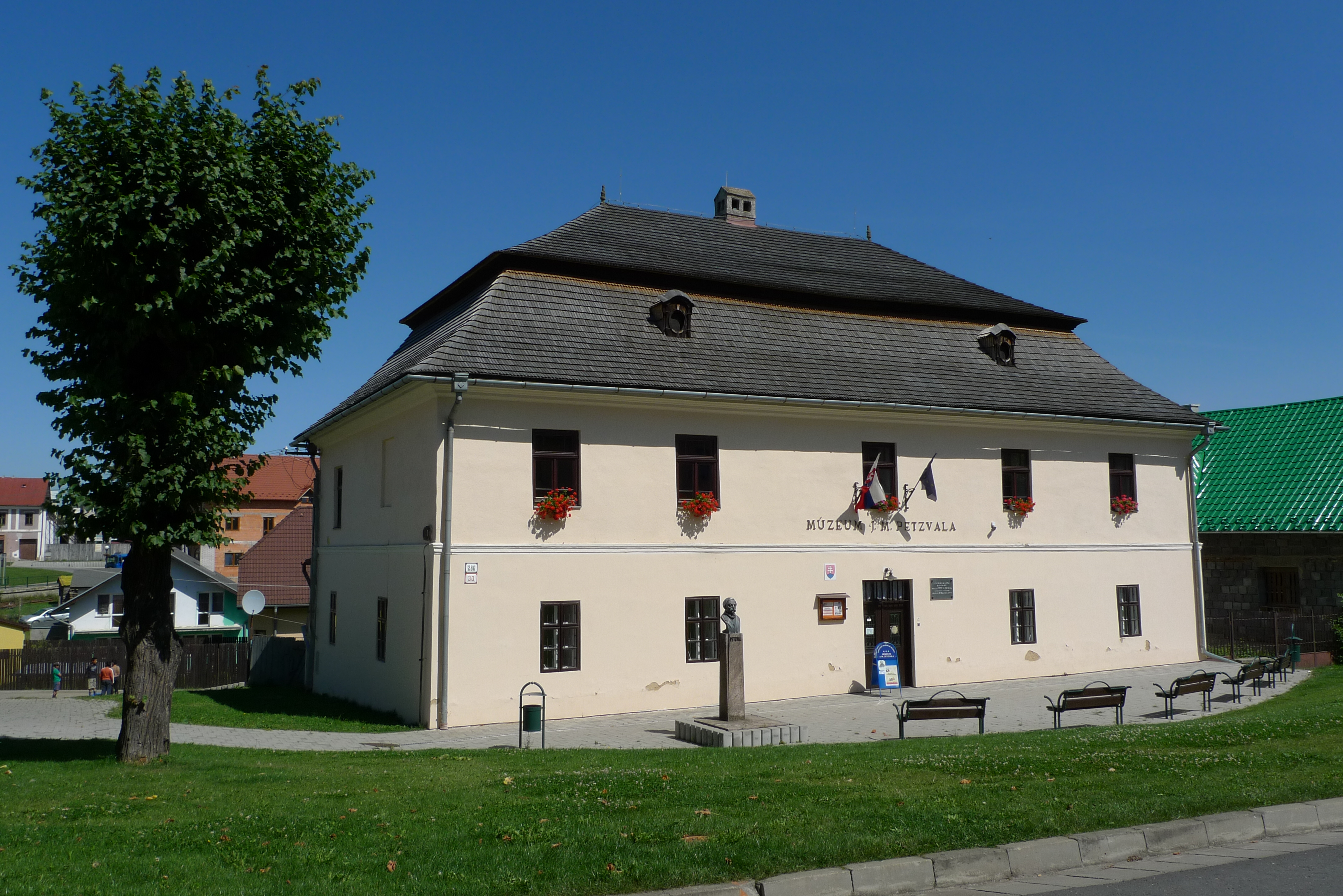
Az egykori iskolaépület, Petzval József szülőháza, ma a Petzval József Miksa Emlékmúzeum

- Szent Antal-temploma 1260 körül épült román-gótikus stílusban. A 14. és 15. században átépítették, utoljára 1720-ban barokk stílusban építették át. Értékes korabeli berendezése van. Mellette 16. századi pártázatos reneszánsz harangtorony áll.
- A főtéri Szűz Mária-oszlopot az 1772. évi Magyarországhoz való visszacsatolás emlékére emelték hálából.
- A plébánia épülete 1574-ben készült, 1700-ban barokk, majd 1817-ben klasszicista stílusban építették át.
- A városközpont épületei 17-18. századi késő reneszánsz-barokk stílusúak, sokat a 19. században klasszicista stílusban építettek át.
- A várostól keletre fekszik a Bélai fürdő, amely a 17. században keletkezett az itteni kénes források körül.
- Petzval Emlékmúzeum, Petzval József egykori szülőháza (a templommal szemben) 17. századi, 18. századi átépítéssel.
- Az evangélikus templom 1784-ben épült.

## Neves személyek
- Itt született 1637-ben idősebb Erythraeus Joachim evangélikus lelkész.
- Itt született 1807-ben Petzval József mérnök-matematikus, egyetemi tanár és feltaláló.
- Itt született 1809-ben Petzval Ottó mérnök-matematikus, egyetemi tanár, az MTA tagja.
- Itt született 1812-ben Ludvigh János újságíró, politikus.
- Itt született 1841-ben Ludvigh Gyula magyar vasútépítő mérnök, Ludvigh János fia.
- Itt született 1854-ben Szutorisz Frigyes botanikus, tanár.
- Itt született 1882-ben Greisiger Irma botanikus, Győrffy Barna édesanyja.
- Itt született 1883-ban Haáz Ferenc Rezső erdélyi magyar etnográfus, pedagógus.
- Itt született 1911-ben Győrffy Barna növénygenetikus, biokémikus, a magyarországi molekuláris genetikai kutatások jelentős alakja, az MTA tagja.
- Itt született 1927-ben Ján Pavličko szlovák orvos, nőgyógyász.
- Itt szolgált Laib Rezső (1861-1930) gyógyszerész.
- Itt tanított Jurán Vidor (1879–1963) tanító, vadász, író, szerkesztő.
- Itt hunyt el 1908-ban Wéber Samu evangélikus főesperes-lelkész.
- Itt hunyt el 1912-ben Greisiger Mihály természettudós, orvos, lepidopterológus, ornitológus.
- Itt hunyt el 1938-ban Vladimír Polívka csehszlovák politikus.

## Lásd még
- Nagyőr